# 탄현역
탄현역(炭峴驛, Tanhyeon station)은 경기도 고양시 일산서구 덕이동에 있는 수도권 전철 경의·중앙선의 전철역이다. 역명은 역 동쪽의 탄현동에서 따 왔으며, 파주시 탄현면(炭縣面)과는 관련이 없다.
2021년 1월 6일 역을 개통한지 12년만에 경의중앙선
급행열차가 탄현역에도 정차하게 되었다.

그리고 전역인 일산역까지 운행된 서해선이 이 역부터 운정역까지 연장 계획이 있고, 인천 지하철 2호선도 계획되어있다. 그렇게 되면 탄현역은 경의중앙선,서해선,인천2호선 3개가 되는데, 경의중앙선 빼면 아직 계획단계라 그때까지 1개가 될것이다.

## 역사
- 2000년 8월 14일 : 무배치간이역으로 영업 개시[3]
- 2009년 7월 1일 : 수도권 전철 경의선 개통과 함께 전철역이 됨, 서울 기점 26.5 km에서 26.8 km로 변경[4]
- 2009년 12월 1일 : 일반철도 승차권 발매 중지
- 2020년 1월 5일 : 급행열차 정차 개시

## 역 구조

### 승강장
스크린도어가 설치되어 있다.
| ↑ 일산 |
| \| ２  |
| 야당 ↓ |

| 1 | ● 수도권 전철 경의·중앙선 | 일산 · 대곡 · 신촌 · 서울역 · 용산 · 용문 · 지평 방면 |
| 2 | ● 수도권 전철 경의·중앙선 | 운정 · 금촌 · 문산 방면                               |

## 역 주변
- 고양시현충공원
- 일산두산위브더제니스
- 탄현지구 아파트단지
- SBS 일산제작센터
- 덕이동 로데오거리
- 덕이지구 아파트단지
- 덕이고등학교
- 일산1동
- 일산직업능력개발원
- 덕이동
- 홀트학교
- 덕이동행정복지센터
- 일산가구단지
- 중고차매매단지
- 탄현1동행정복지센터
- 탄현2동행정복지센터
- 일산고등학교
- 숯고개공원
- 제9보병사단 신병교육대

## 이용객 변동
2009년 자료는 개통일인 2009년 7월 1일부터 12월 31일까지인 184일치만이 반영된 것이다.
| 노선        | 노선 | 일평균 인원수 (명/일) | 일평균 인원수 (명/일) | 일평균 인원수 (명/일) | 일평균 인원수 (명/일) | 일평균 인원수 (명/일) | 일평균 인원수 (명/일) | 일평균 인원수 (명/일) | 일평균 인원수 (명/일) | 일평균 인원수 (명/일) | 일평균 인원수 (명/일) | 각주  |
| 노선        | 노선 | 2009년                | 2010년                | 2011년                | 2012년                | 2013년                | 2014년                | 2015년                | 2016년                | 2017년                | 2018년                | 각주  |
| ----------- | ---- | --------------------- | --------------------- | --------------------- | --------------------- | --------------------- | --------------------- | --------------------- | --------------------- | --------------------- | --------------------- | ----- |
| 경의·중앙선 | 승차 | 2,334                 | 3,142                 | 3,745                 | 4,086                 | 5,273                 | 6,851                 | 7,847                 | 7,745                 | 7,695                 | 7,479                 | [ 5 ] |
| 경의·중앙선 | 하차 | 2,264                 | 3,059                 | 3,671                 | 3,997                 | 5,080                 | 6,661                 | 7,535                 | 7,395                 | 7,322                 | 7,196                 | [ 5 ] |
| 경의·중앙선 |      | 2019년                | 2020년                | 2021년                | 2022년                | 2023년                |                       |                       |                       |                       |                       | [ 5 ] |
| 경의·중앙선 | 승차 | 7,859                 | 5,960                 | 6,279                 | 7,073                 | 7,541                 |                       |                       |                       |                       |                       | [ 5 ] |
| 경의·중앙선 | 하차 | 7,552                 | 5,760                 | 6,057                 | 6,728                 | 7,130                 |                       |                       |                       |                       |                       | [ 5 ] |

## 인접한 역
| 경의선                                  | 경의선                                                    | 경의선                                  |
| --------------------------------------- | --------------------------------------------------------- | --------------------------------------- |
| K328 야당 문산 방면 문산 방면 문산 방면 | ● 수도권 전철 경의·중앙선 본선 완행 중앙선 급행 지선 완행 | K326 일산 지평 방면 용문 방면 서울 방면 |
| K329 운정 문산 방면                     | ● 수도권 전철 경의·중앙선 경의선 본선 급행                | K326 일산 용문 방면                     |
| K328 야당 문산 방면                     | ● 수도권 전철 경의·중앙선 경의선 지선 급행                | K326 일산 서울 방면                     |

## 급행열차 정착 노선
문산~금촌~운정~야당~"탄현"~백마~대곡~행신~DMC~가좌~신촌~서울 순서이다.
출·퇴근 시간대 모두 16회 정차
일일 정차 횟수도 58회로 증가이다.